# Phoxinellus pseudalepidotus
Phoxinellus pseudalepidotus — вид коропоподібних риб родини ялецевих (Leuciscidae).

## Опис
Прісноводна бентопелагічна риба. Довжина зазвичай в межах 5-5,2 см, у окремих екземплярів досягає 10,3 см. Середня лінія тіла від очей до хвоста (включаючи спину і боки) забарвлена в темний відтінок. Велика частина тіла, виключаючи деякі частини боків і голови, покрита лускою. Хребців 38-40. Морда закруглена, рот з 4-5 глотковими зубами.

## Поширення
Ендемік Боснії і Герцеговини. Поширений лише у басейні річки Неретва. Типове місцезнаходження — неглибокий потічок з чистою водою неподалік міста Мостар.

## Екологія
Населяє неглибокі канали з невеликою течією та чистою водою. Найменша зріла самка сягала 5,11 см завдовжки, а найменший зрілий самець 4,87 см.

## Охорона
На більшій частині ареалу стан природних популяцій виду залишається нестабільним. В ряді регіонів спостерігається тенденція до зниження чисельності популяції виду. Тому Phoxinellus pseudalepidotus, згідно з Червоним списком МСОП, отримав охоронну категорію «вразливий вид». Крім того, він занесений до Директиви Європейського Союзу 92/43/ЄС «Про збереження природних оселищ та видів природної фауни і флори» (Додаток II. Види рослин і тварин, що становлять особливий інтерес для Європейського Союзу, збереження яких потребує створення територій особливої охорони).